# Upton (Newham)
Upton – dzielnica Londynu, w Wielkim Londynie, połołożona w gminie Newham. Znajduje się 8,5 km od centrum Londynu. W 2001 roku dzielnica liczyła 11 256 mieszkańców.